# Sent Pantali d'Eissiduelh
Sent Pantali d'Eissiduelh (en francès Saint-Pantaly-d'Excideuil) és un municipi francès situat al departament de la Dordonya i a la regió de la Nova Aquitània.

## Demografia
| 1962                                       | 1968 | 1975 | 1982 | 1990 | 1999 | 2007 |
| ------------------------------------------ | ---- | ---- | ---- | ---- | ---- | ---- |
| 208                                        | 203  | 185  | 155  | 142  | 158  | 155  |
| Des de 1962: població sense dobles comptes |      |      |      |      |      |      |

## Administració
| Període   | Identitat         | Partit |
| --------- | ----------------- | ------ |
| 1995-2008 | Charles Labrousse |        |
| 2008-     | Serge Revidat     |        |